# 涂瑾
涂瑾（1455年—？），字邦玉，廣東廣州府番禺縣人，民籍，明朝政治人物。

## 生平
成化十九年（1483年）癸卯科廣東鄉試第四十六名。成化二十三年（1487年），登丁未科二甲第二十名進士。授户部主事，未几乞终养归。优游林下二十馀年，竟不复仕。

## 家族
曾祖涂伯善；祖父涂俊生；父涂暲，通判。母陳氏。具庆下。從兄涂瑞，同榜進士。